# Розов кварц
Розовият кварц e разновидност на кварца и представлява полупрозрачен или непрозрачен кристален минерал оцветен в различен нюанс от бледорозово до розово-оранжево. Среща се във вид на редки кристали или такива без определена форма и имат изключително ювелирна стойност и приложение за изработка на ювелирни изделия. Предполага се че в древността розовият кварц е добиван в Шри Ланка, Индия и Урал и доставян в древния Рим за изработка на украшения, както и да се използва в медицината, поради вярването че притежава лечебни свойства.

## Структура, свойства и характеристики
Розовият кварц има химическа формула SiO2. Минералът спада към групата на оксидите и е оксид на силиция с тригонална кристална система, твърдост 7 по скалата на Моос, плътност 2,65 g/cm3 и е устойчив до температура 573 0С. Цепителността му е несъвършена (неясна) и е характерен с мидест до неравен лом. Притежава стъклен блясък. Своята красива окраска дължи на примесите от титан или манган в кристалната структура. Ако такива включвания липсват, то това ще бъде прозрачен, безцветен планински кристал. Въпреки високата твърдост на минерала, розовият кварц поради рядкото си разпространение и красивата оцветеност няма промишлено приложение като абразивен материал или за изработка на лагерни гнезда за часовникарската промишленост. Като материал не се подлага на цепене и се обработва във формата на топчета за изработка на гердани или куполообразни кабошони.
| Характеристики на минерала | Характеристики на минерала   |
| Свойства                   | Показател                    |
| -------------------------- | ---------------------------- |
| Група                      | оксиди                       |
| Кристална решетка          | тригонална                   |
| Химична формула            | SiO3                         |
| Твърдост                   | 7                            |
| Плътност                   | 2,65                         |
| Цепителност                | няма                         |
| Лом                        | мидест до неравен            |
| Цвят                       | бледорозов, розов, прасковен |
| Черта                      | бяла                         |
| Блясък                     | стъклен                      |
| Флуоресценция              | жълта, но не често           |

## Обработка
Кристалите на розовия кварц обикновено се обработват с шлифоване в закръглени форми. Това се постига с въртене в барабани за да се получат топчета за направа на гердани или се постига куполообразна форма – кобошони. В зависимост от находката, кристалът на този скъпоценен камък се използва за направата на инталии (ед. ч. инталио), което е своеобразен вдлъбнат печат или вдлъбнато изображение. Когато кристалът позволява могат да се изработват изображения с изпъкнал релеф, наричани камея.

## Разпространение
Розовият кварц се среща в минерални жили и скални мехури (геоди) в базалтови и други вулканични скали. Сега най-качествен розов кварц се добива в Минас Жераис (Бразилия), Южна Африка, остров Мадагаскар, САЩ (щат Мейн). Малки залежи има в Германия, Италия, Ирландия и Шотландия.